# Manent-Montané
Manent-Montané is een gemeente en dorp (fr.commune) in het Franse departement Gers (regio Occitanie). De commune telt 89 inwoners (2009). De plaats maakt deel uit van het kanton Masseube in het arrondissement Mirande.

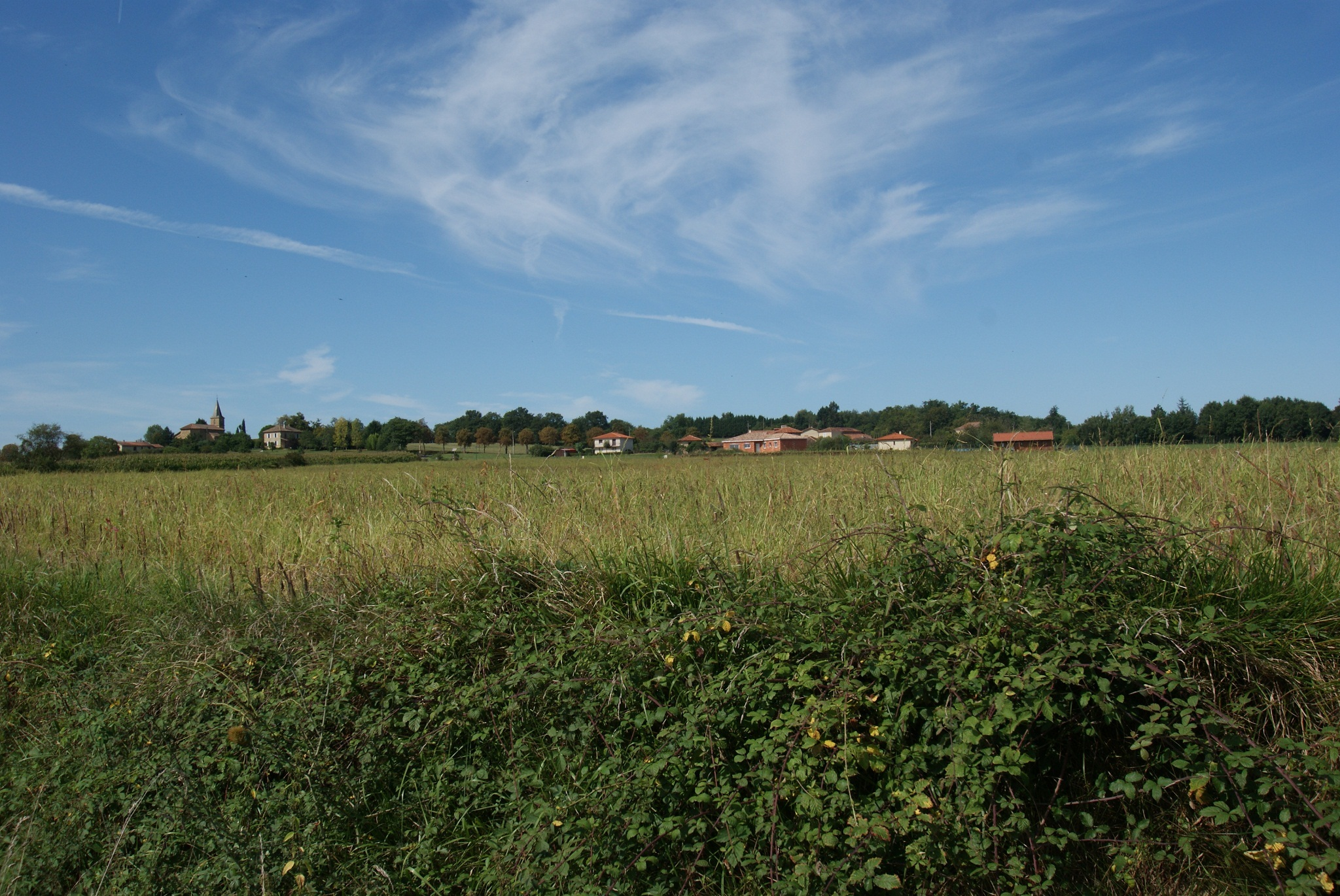
Het dorp gezien vanuit het oosten.

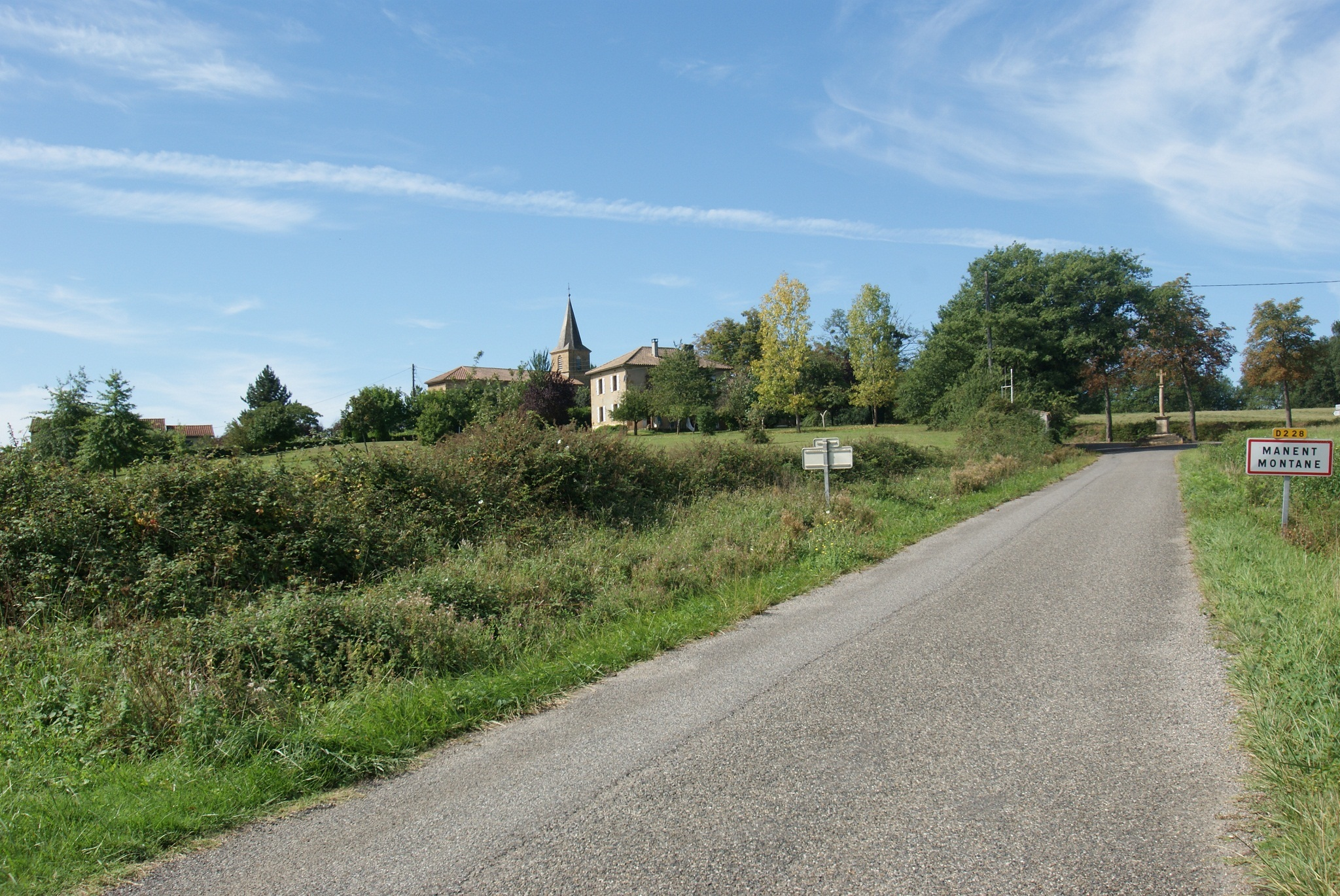
De kerk.

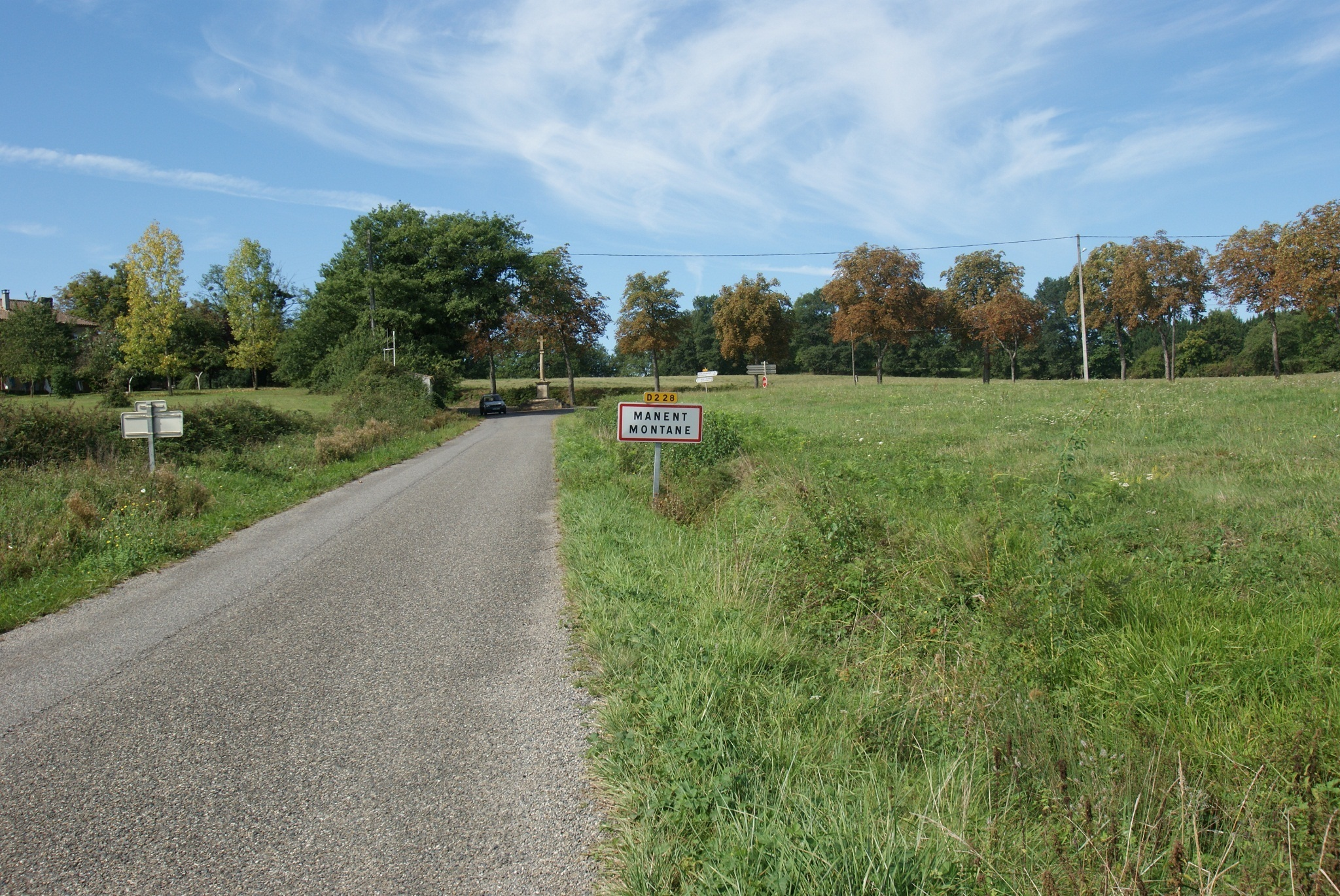
Kruis midden in het dorp.

## Geschiedenis
In 1300 had de familie Panassac Manent als leen van de graaf van Astarac. Door huwelijken werden achtereenvolgens de families de Castelbajac, Labarthe en Lamarque, die zich onderscheidde als kapitein van het regiment van Bourbon, heer van Manent. Vervolgens zijn de families Beon, Rochechouart en Lamothe-Izaux heer van Manent. In 1664 komt Manent in handen van Cesar de Peguilhan. Kerkelijk gezien was de commune een dependance van Mont-d'Astarac. Beide vielen zij onder de aartspriester van Castelnau-Magnoac en maakten deel uit van de heerlijkheid Moncassin.

## Het huidige dorp
Manent-Montané is gelegen aan de D228 en de D128. Op de kruising van deze wegen staat een kruisbeeld. De stroompjes de Arrats en de Arrats de devant komen door de gemeente. Er is een gemeentehuis, een school, een kerk met een Mariabeeld er voor en een monument voor de gevallenen in het dorp. De commune is lid van Les Hautes Vallées. Het dorp valt onder de VVV (fr. l'office de tourisme) van Masseube.

#### De nabije omgeving
De onderstaande figuur toont de Manent-Montané omringende communes.

#### Geografie
De oppervlakte van Manent-Montané bedraagt 7,4 km², de bevolkingsdichtheid is dus 12 inwoners per km².
De onderstaande kaart toont de ligging van Manent-Montané met de belangrijkste infrastructuur en aangrenzende gemeenten.

#### Demografie
Onderstaande figuur toont het verloop van het inwonertal (bron: INSEE-tellingen).